# Place Saint-Michel (Paris)
Pour les articles homonymes, voir Place Saint-Michel.
La place Saint-Michel est une voie située dans le quartier de la Sorbonne et le quartier de la Monnaie des 5e et 6e arrondissements à Paris, en France.
Elle ne doit pas être confondue avec l'ancienne place Saint-Michel, située plus au sud et incorporée au boulevard Saint-Michel dans les années 1850.

## Situation et accès
La place Saint-Michel est desservie par la ligne de métro 4 à la station Saint-Michel et par les lignes de RER B et C à la gare Saint-Michel - Notre-Dame.

## Origine du nom
Elle doit son nom à la proximité du pont Saint-Michel, qui était situé au voisinage de la chapelle Saint-Michel du Palais.

## Historique
La place a été créée lors de la percée du boulevard Saint-Michel, en 1855 sous Napoléon III. Le percement de cette place entraine la disparition de la place du Pont-Saint-Michel, d'une partie de la rue Saint-André-des-Arts, d'une partie de la rue de l'Hirondelle et d'une partie du quai des Grands-Augustins. Le pont Saint-Michel construit au XIVe siècle a été refait à la même période que la place.
Elle prend officiellement son nom en 1864.
En août 1944, de vifs combats y opposèrent des étudiants de la Résistance aux Allemands.

Gravure place, pont et fontaine Saint-Michel.
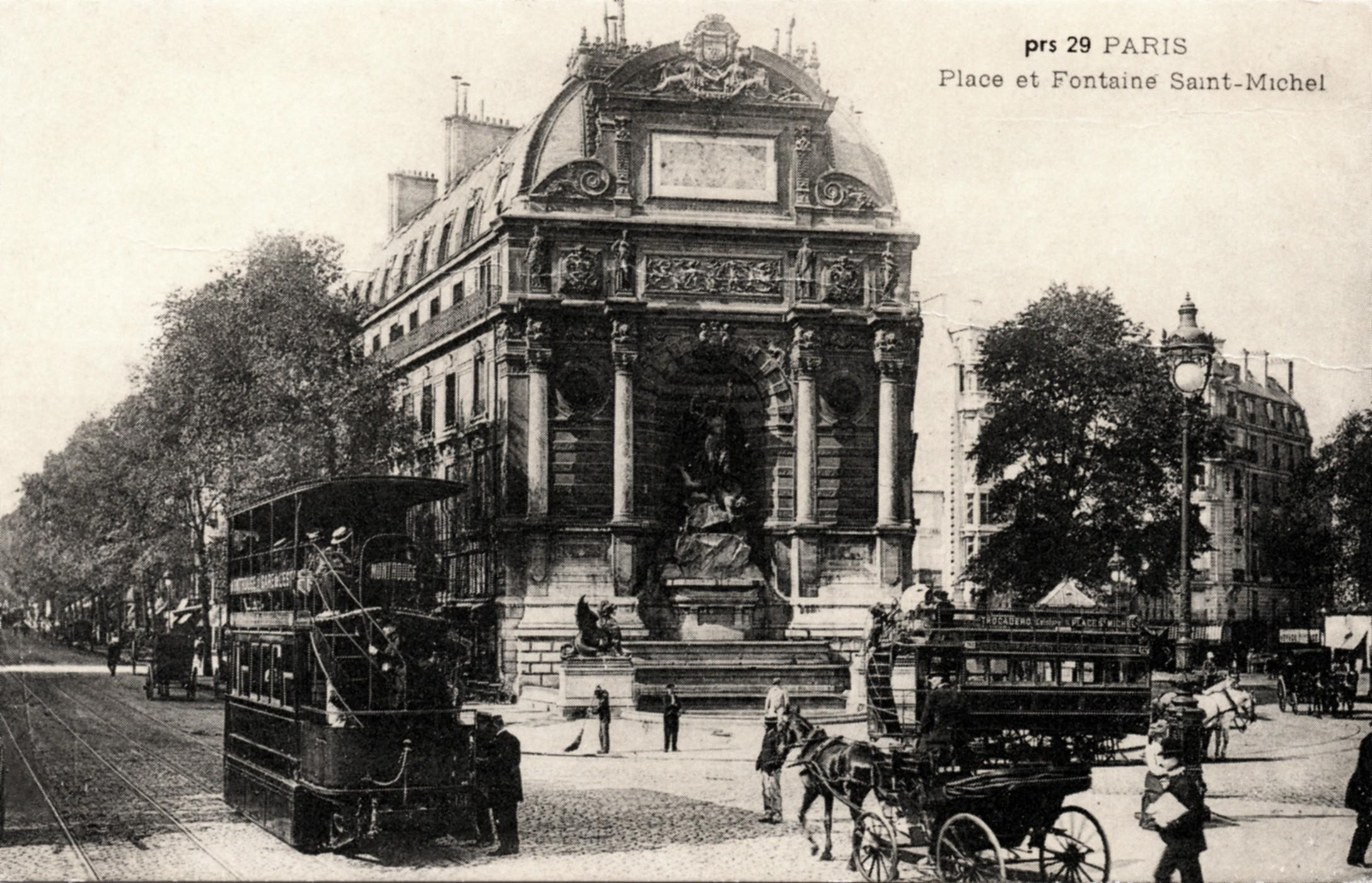
Place et fontaine Saint-Michel, tramway à air comprimé Mékarski vers 1900.
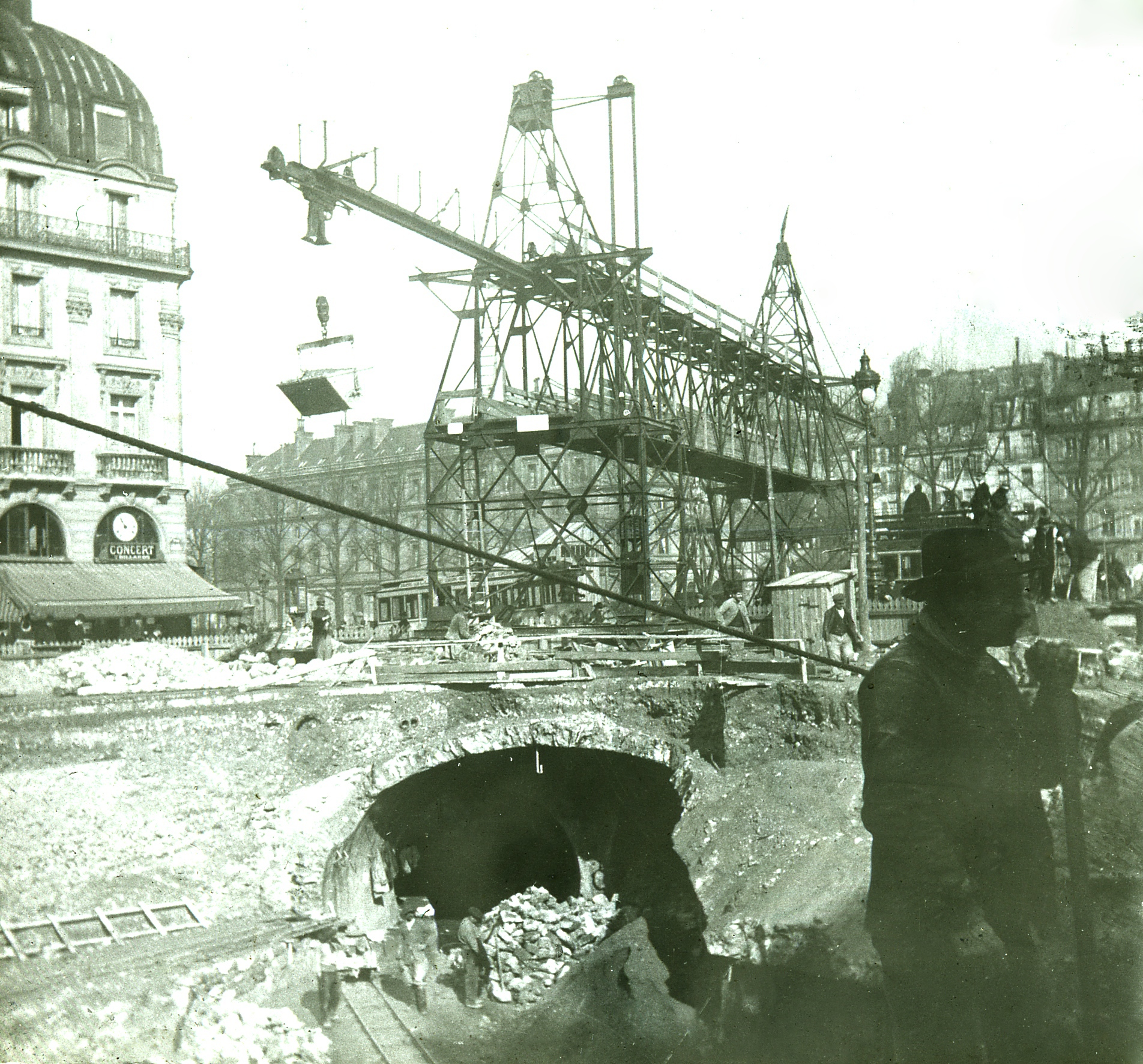
Destruction d'un collecteur d'égouts place Saint-Michel pendant la construction du métro en 1906.

## Bâtiments remarquables et lieux de mémoire
- No 1 : à l'emplacement de l'actuel Café du Départ et du Café de la Renaissance se trouvait le Caveau du Soleil d'or, où furent arrêtés en 1866 plusieurs blanquistes, dont Raoul Rigault, Gaston Da Costa, Charles Longuet, Gustave Tridon, Eugène Protot[5]. L'avocat Gustave Chaudey prit leur défense[5]. Puis plus tard, à ce même no 1, se trouvait le Café de l'Avenir, où s'est réuni pendant quelque temps le Cercle des Hydropathes[6].
- No 3 : le cabinet de l'avocat Thierry Herzog.
- No 6 : le comte Meyners d'Estrey, membre de la Société d'anthropologie en date du 21 février 1884, demeurait à cette adresse.
- No 7 : la place accueille également le cinéma d'art et essai l'Espace Saint-Michel.
- nos  11-13 : Heitor Villa-Lobos, compositeur, a vécu dans cet immeuble de 1923 à 1930 ; une plaque lui rend hommage.
- Adam Natanson, sa femme et leurs fils Thadée, Alexandre et Louis-Alfred, créateurs de La Revue blanche, s'y installèrent vers 1890.
- La fontaine monumentale a été réalisée par Gabriel Davioud en 1860. Le projet initial comportait une statue de Napoléon Ier. Finalement, c'est une statue de saint Michel terrassant le Diable qui a été choisie, œuvre de Francisque-Joseph Duret, encadrée de deux dragons cracheurs d'eau.
- C'est autour de la place que s'est développée et étendue sur plusieurs magasins la librairie Gibert Jeune, fondée en 1886 par Joseph Gibert sur le quai Saint-Michel.
- La place donne sur le pont Saint-Michel.
- En 2000, une fontaine Millénaire est installée sur la place, en face du no 2.

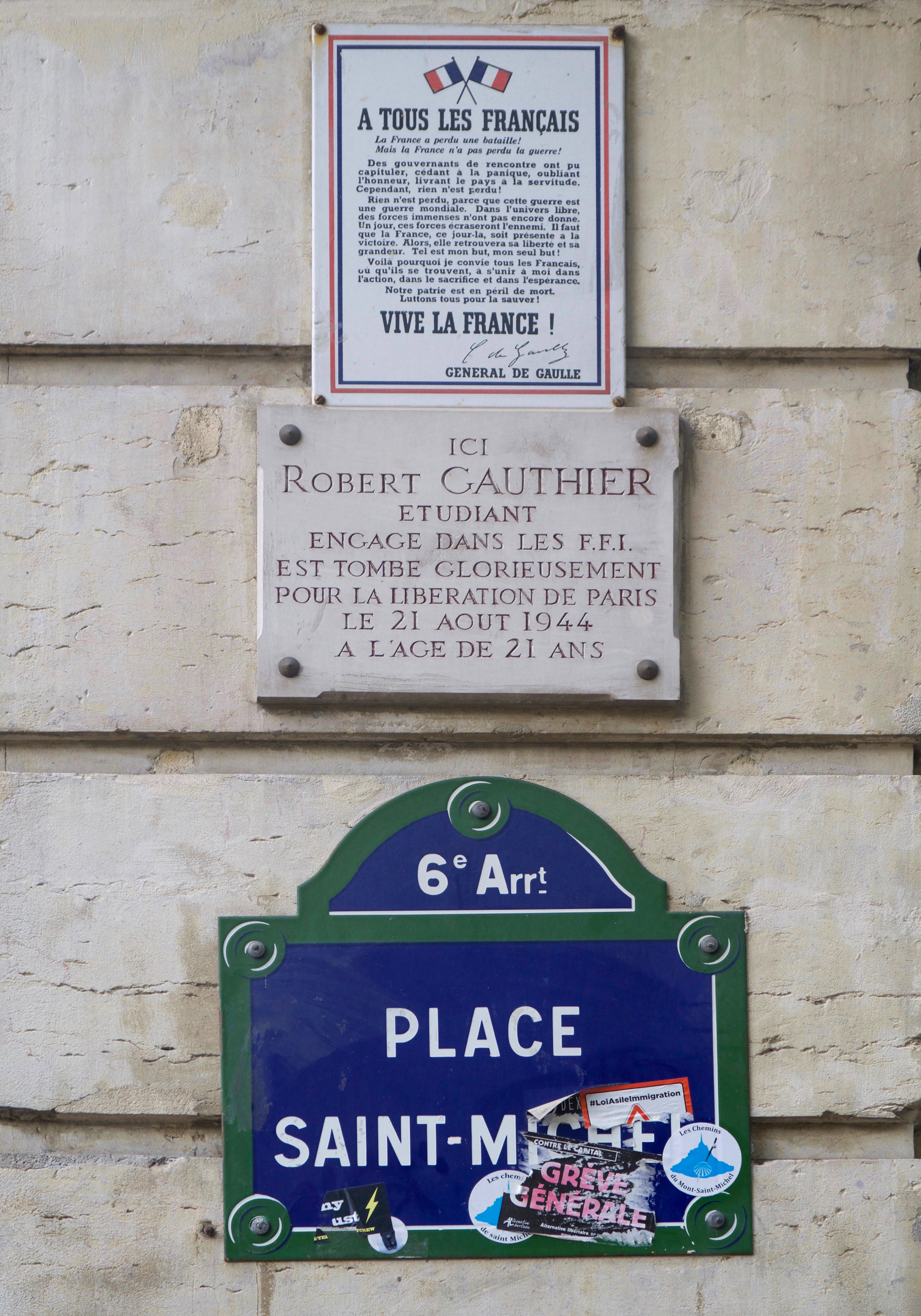
Plaque au no 9, en hommage au résistant Robert Gauthier.
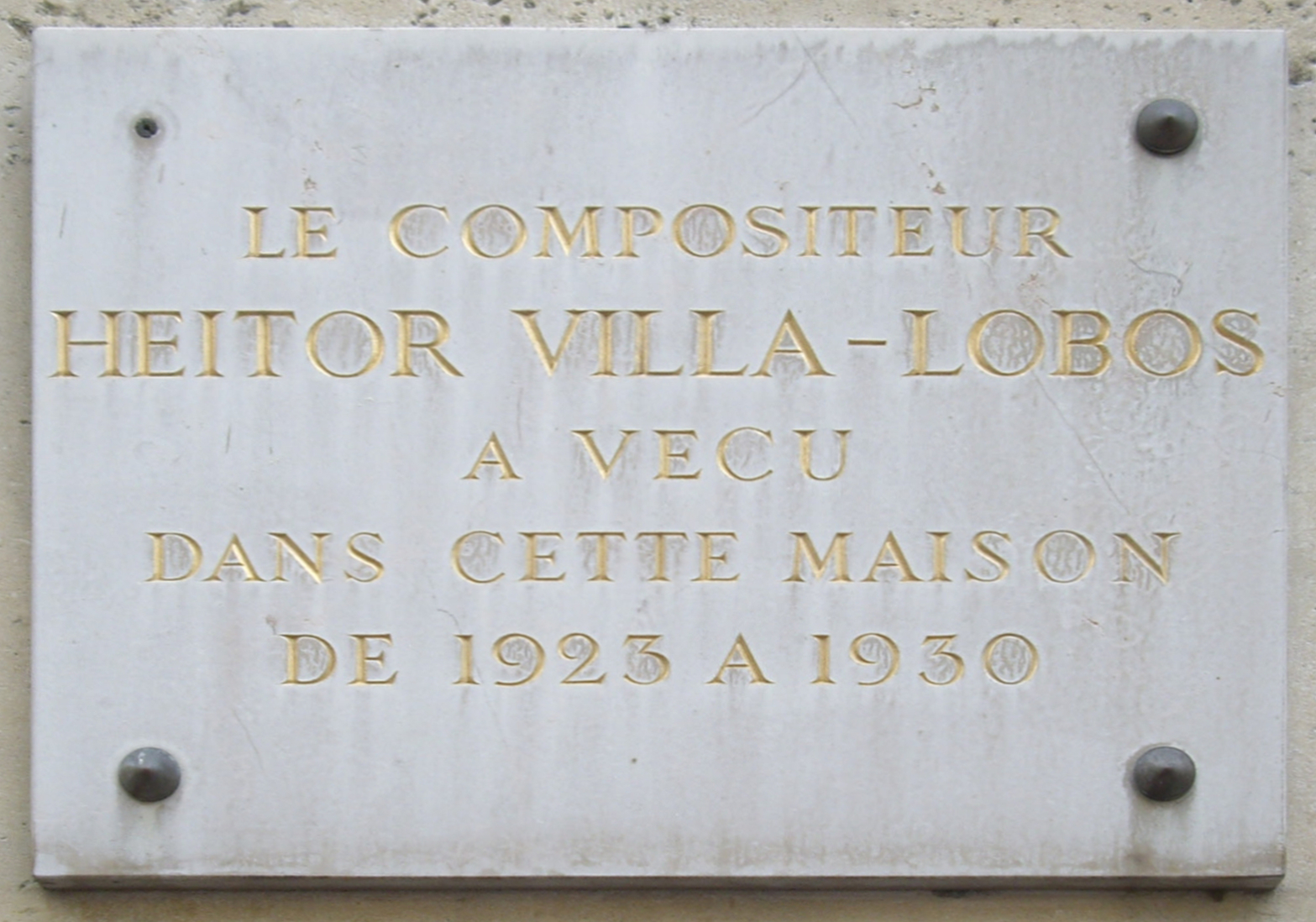
Plaque aux no 11-13.
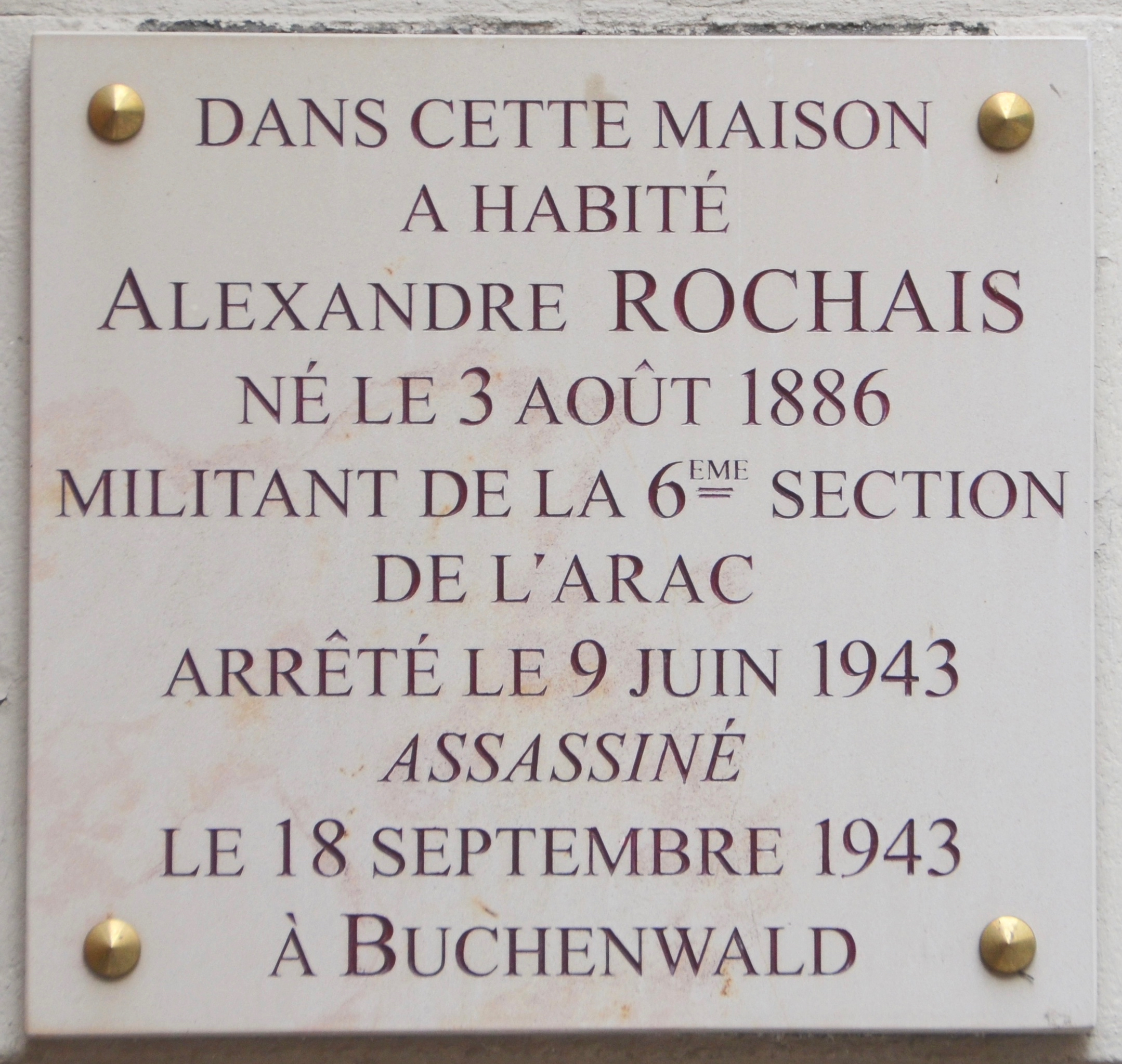
Plaque en hommage au résistant Alexandre Rochais aux mêmes numéros.
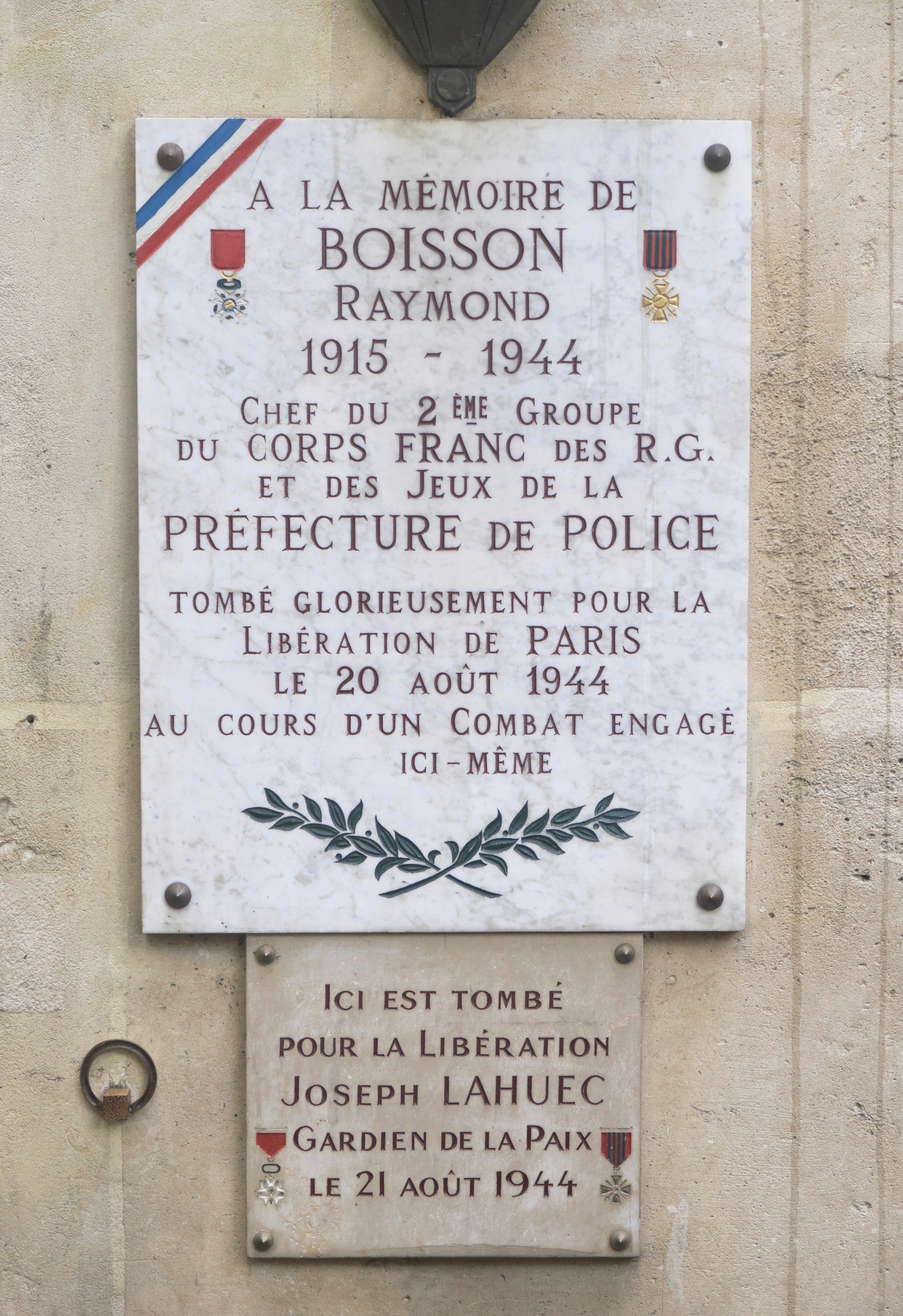
Plaques hommage aux résistants Raymond Boisson et Joseph Lahuec aux mêmes numéros.

## Dans les arts
Une scène du film LOL USA (2012) de Lisa Azuelos a été tournée sur la place[pertinence contestée].

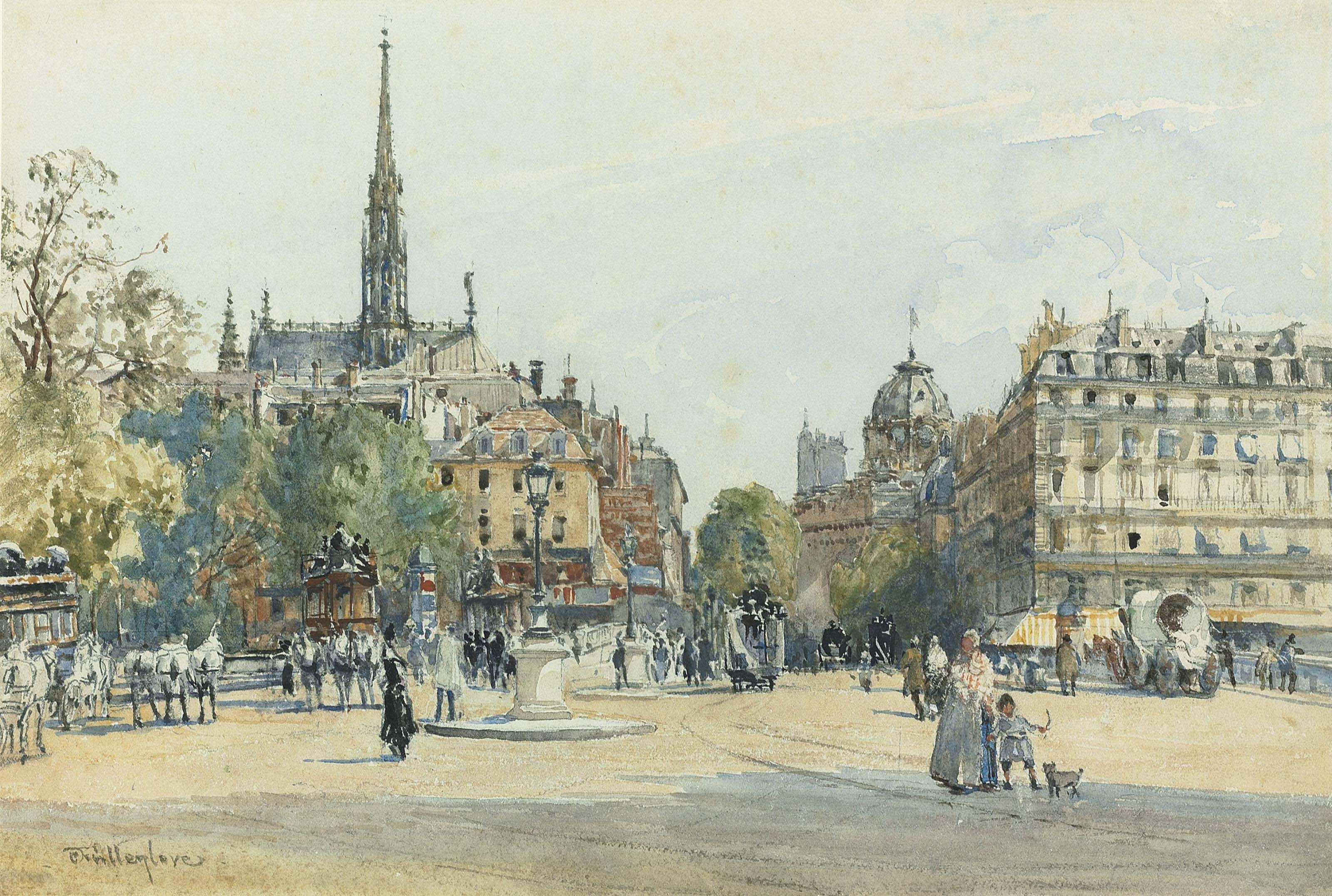
John Fulleylove, La Place Saint-Michel (vers 1900), localisation inconnue.
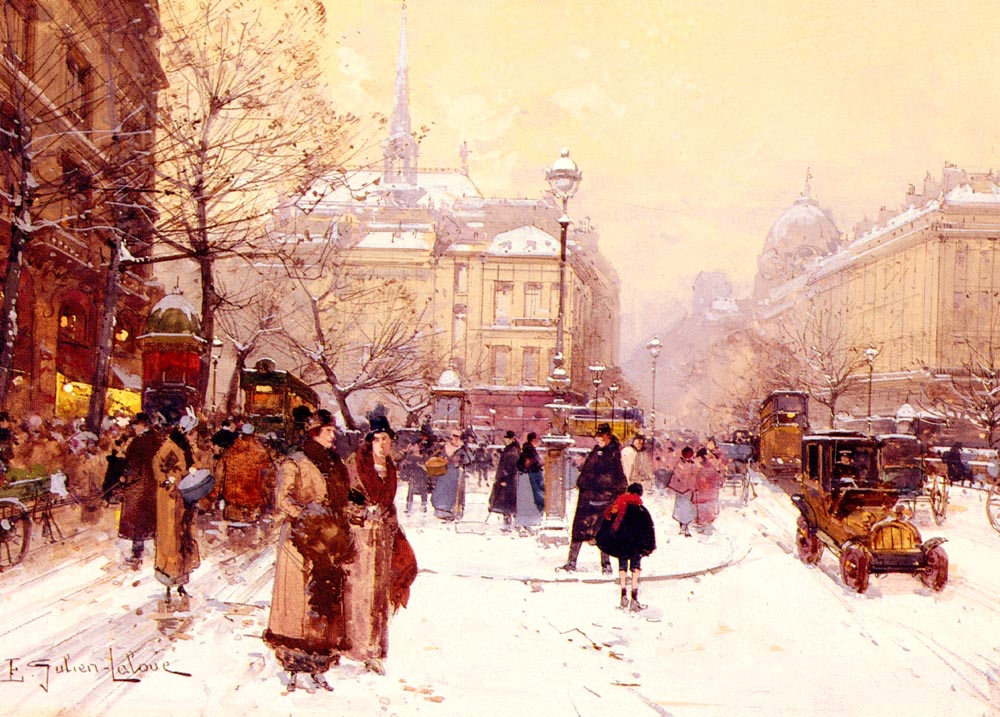
Eugène Galien-Laloue, La Place Saint-Michel (vers 1920), localisation inconnue.